# Giovanni Errichiello
Giovanni Errichiello (Nápoles, 12 de junho de 1960) é um ex-jogador de voleibol da Itália que competiu nos Jogos Olímpicos de 1984.
Em 1984, ele fez parte da equipe italiana que conquistou a medalha de bronze no torneio olímpico, no qual atuou em todas as seis partidas.